# 미래기획위원회
미래기획위원회는 이명박정부의 국가 정책을 기획하는 위원회로 대통령령 제20652호에 의하여 2008년 5월 14일 설치되었다.

## 설치목적
미래사회 전망 및 이에 기초한 사회통합과 안전, 인구, 환경, 교육, 문화, 에너지, 식량, 수자원, 건강, 정보통신과 미디어, 우주개발 등 미래생활과 관련된 총체적 국가비전 및 전략의 수립에 관하여 대통령 자문에 응하기 위해 설치되었다.

## 기능
- 미래사회 전망, 기회요인과 위험요인의 분석에 관한 사항
- 미래사회의 통합과 안전 및 인구, 환경, 교육, 문화, 에너지, 식량, 수자원, 건강, 정보통신과 미디어, 우주개발 등 미래생활과 관련된 총체적 국가비전 수립에 관한 사항
- 미래생활과 관련된 국가비전 및 전략에 대한 사회 각계의 의견수렴과 공감대 형성에 관한 사항
- 미래사회 예측에 기초한 주요 전략과제의 설정에 관한 사항
- 미래 발전요인과 발전모델과 관련한 이슈의 연구, 분석 및 대응 전략의 수립에 관한 사항
- 대통령이 요구하는 미래사회 주요 정책의 연구 평가에 관한 사항
- 경제 사회 환경을 통합하는 지속가능한 발전을 위해 고려하여야 할 주요 정책과제에 관한 사항 등

## 구성
위원회는 위원장 1명을 포함한 다음 위원으로 구성된다.
- 기획재정부장관
- 대통령실 국정기획 담당 수석비서관
- 미래생활과 관련된 국가비전 및 전략에 대한 학식과 경험이 풍부한 자 중에서 대통령이 위촉하는 30명 이내의 자